# San Miguel del Resgate
San Miguel del Resgate är en ort i Mexiko.   Den ligger i kommunen Acaxochitlán och delstaten Hidalgo, i den sydöstra delen av landet, 130 km nordost om huvudstaden Mexico City. San Miguel del Resgate ligger 2 126 meter över havet och antalet invånare är 679.
Terrängen runt San Miguel del Resgate är varierad. Runt San Miguel del Resgate är det ganska tätbefolkat, med 239 invånare per kvadratkilometer. Närmaste större samhälle är Huauchinango, 13,9 km öster om San Miguel del Resgate. I omgivningarna runt San Miguel del Resgate växer i huvudsak blandskog.